# Karol Regis Mateusz de la Calmette
Karol Regis Mateusz de la Calmette, Charles-Regis-Mathieu de la Calmette de Valfons (ur. 1747 w Nîmes, zm. 2 września 1792 w Paryżu) – błogosławiony Kościoła katolickiego, wierny świecki, męczennik, ofiara antykatolickich prześladowań okresu rewolucji francuskiej.

## Życiorys
Został mianowany hrabią de Volfons, a potem wstąpił do wojska i został mianowany oficerem. Został zamordowany w czasie masakr wrześniowych na terenie klasztoru karmelitów jako jedyna świecka ofiara. Beatyfikował go papież Pius XI w dniu 17 października 1926 roku w grupie 191 męczenników z Paryża.